# Raymond Morand
Raymond Morand (23 gennaio 1931 – 13 febbraio 2014) è stato un calciatore svizzero, di ruolo centrocampista.

## Carriera

### Club
Ha giocato nel campionato svizzero e in quello olandese.

### Nazionale
Ha collezionato 2 presenze con la propria Nazionale.